# Baie de Kagoshima
La baie de Kagoshima (鹿児島湾, Kagoshima-wan) est une baie profonde de la côte méridionale du Japon. Elle est appelée localement baie de Kinkō (錦江湾, Kinkō-wan).
Elle est située sur la côte sud de l'île de Kyūshū et s'ouvre sur la mer de Chine orientale. La ville portuaire de Kagoshima et son port fortement protégé se trouvent sur la côte ouest de la baie. La partie septentrionale de la baie au-delà du Sakurajima occupe une bonne partie de la caldeira d'Aira. Le Sakurajima formait une île dans la baie mais une coulée de lave émise au cours de l'éruption de 1914 la relia à Kyūshū en formant ainsi une péninsule et resserrant un peu plus la baie.